# Achille Brioschi (calciatore)
Achille Armando Brioschi (Sesto San Giovanni, 8 settembre 1892 – ...) è stato un calciatore italiano, di ruolo attaccante.

## Carriera
Fece parte della rosa del Milan solo durante il campionato 1909-1910, ma fu il miglior marcatore rossonero realizzando 5 reti in 10 presenze.
Successivamente giocò per il Pisa: di lui sono riportati 2 gol nel 1912-1913, miglior marcatore della squadra, e la sua partecipazione anche nel torneo 1913-1914.
Sembra essere diverso da un Alfredo Brioschi che tra il 1911 e il 1920 giocò con lo Spezia 42 partite amichevoli segnando 9 gol.